# Карбозеро
Карбозеро — озеро на территории Поповпорожского сельского поселения Сегежского района Республики Карелия.

## Общие сведения
Площадь озера — 2,5 км², площадь водосборного бассейна — 239 км². Располагается на высоте 97,0 метров над уровнем моря.
Форма озера лопастная, продолговатая, вытянуто с северо-запада на юго-восток. Берега озера каменисто-песчаные, местами заболоченные.
Через озеро протекает река Карбозерка, втекая в него с западной стороны и вытекая — восточной.
Населённые пункты возле озера отсутствуют. Ближайший — посёлок Морская Масельга — расположен в 11,5 км к юго-востоку от озера.
Код объекта в государственном водном реестре — 02020001311102000006735.